# Гріньова
Гріньова (словац. Hriňová) — місто в окрузі Детва Банськобистрицького краю Словаччини. Площа села 60,18 км². Станом на 31 грудня 2016 року в селі проживало 7618 жителів.

## Історія
Перші згадки про село датуються 1863 роком.

## Географія
Протікають Бистрий потік; Гукава; Немецка; Рєчка; Бієла вода; Гондова яма і Сучі потік. Неподалік розташоване однойменне водосховище.

## Населення
| Рік:            | 1994. | 2004.   | 2014.   | 2024.   |
| --------------- | ----- | ------- | ------- | ------- |
| Кількість осіб: | 8574  | 8096    | 7654    | 6931    |
| Різниця:        |       | -5,57 % | -5,45 % | -9,44 % |

| Рік:            | 2023. | 2024.   |
| --------------- | ----- | ------- |
| Кількість осіб: | 7023  | 6931    |
| Різниця:        |       | -1,30 % |